# Johannes Norlander
Johannes Norlander (* 1974 in Lerum) ist ein schwedischer Architekt und Möbeldesigner.

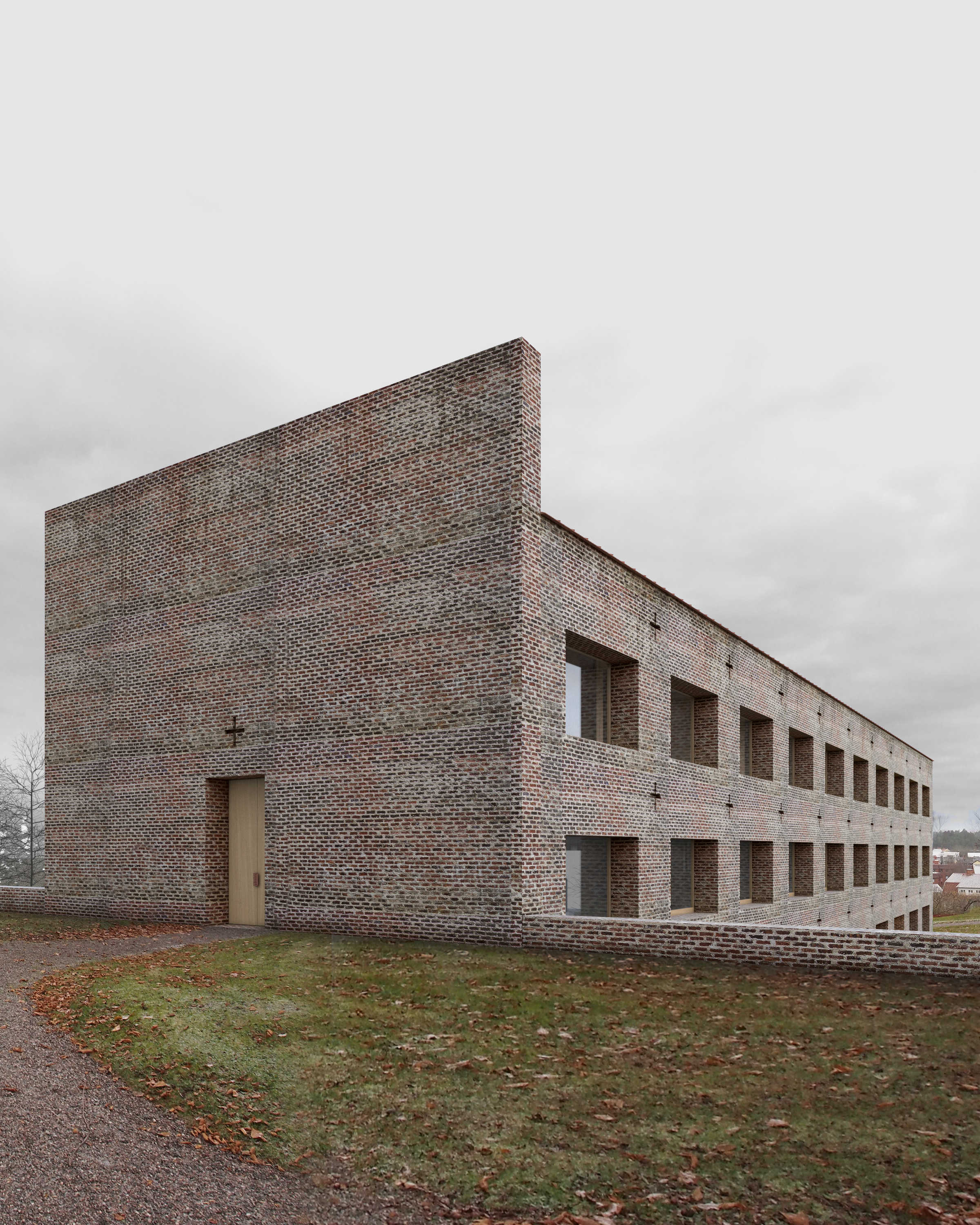
Wettbewerbsentwurf Erweiterung für Dom zu Strängnäs

## Werdegang
Johannes Norlander studierte von 1993 bis 1995 Architektur an der Chalmers University of Technology in Göteborg, 1996 an der Konstfack und von 1996 bis 1999 an der Stockholm Royal Institute of Technology. 2004 gründete er ein Architekturbüro mit Standorten in Stockholm und Göteborg. 2015 lehrte er an der Porto Academy und am Polytechnikum Mailand. Er wurde 2018 Mitglied der Akademie der Künste Stockholm.
Johannes Norlanders Bruder Rasmus Nordlander ist als Fotograf tätig.

## Werk
Bauwerke
- 2001: Moncler Store, St. Moritz
- 2007: Villa Älta, Stockholm
- 2010: Haus Tumle, Göteborg[2]
- 2010–2011: Haus Morran, Brännö[3]
- 2016: Wohnhaus Studio 1, Göteborg
- 2016–2021: Blok 16, Antwerpen[4]

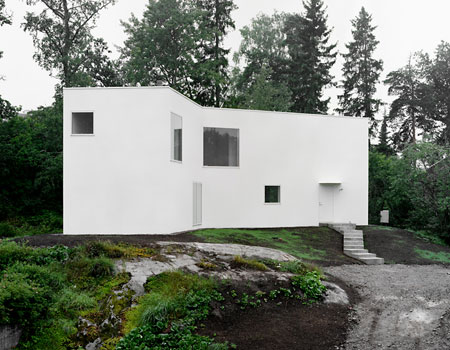
Villa Älta, Stockholm

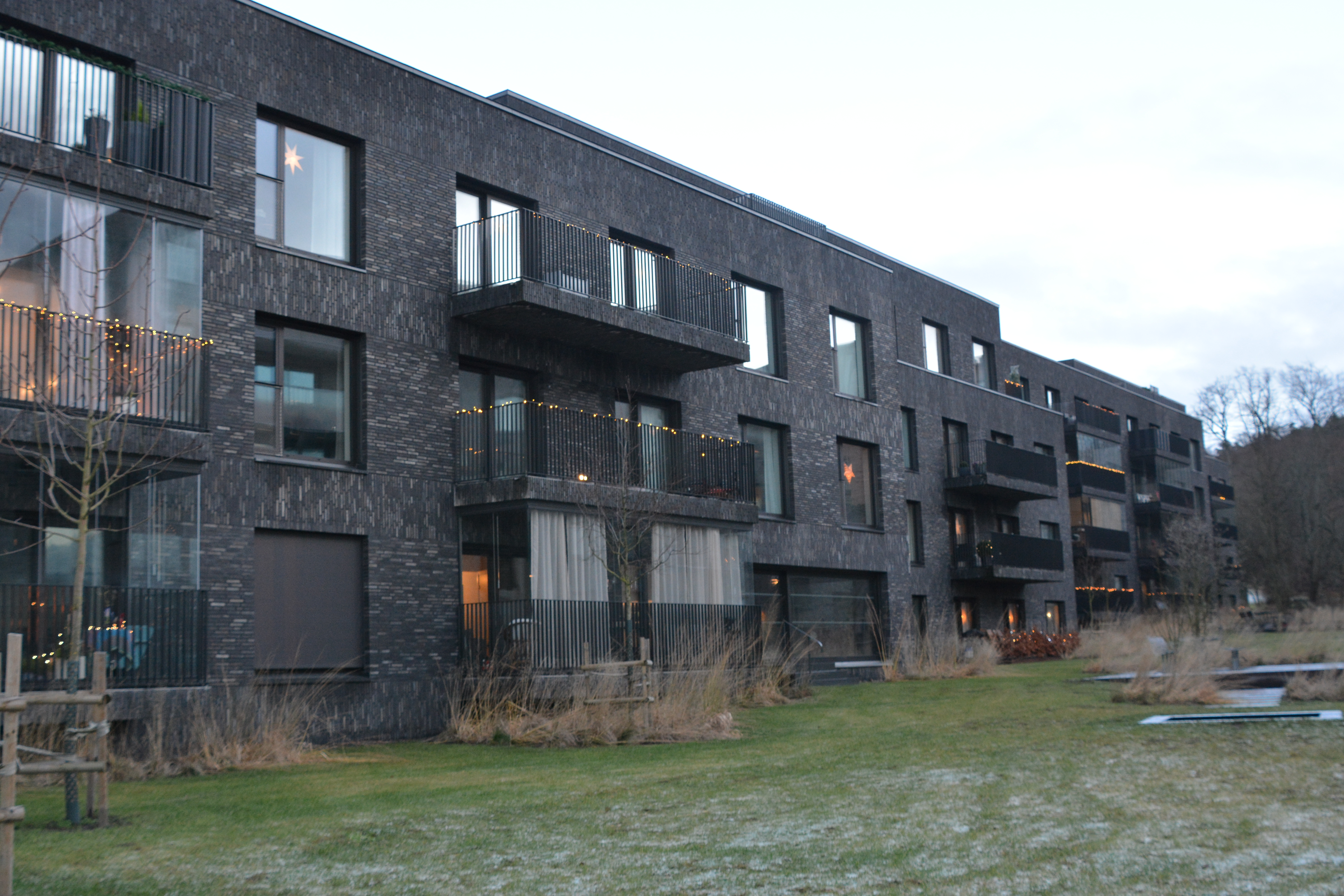
Wohnhaus Studio 1, Göteborg

- Umbau Acne Studios Hauptsitz, Stockholm

Projekte
- 2014: Eight Houses for the Isle of Harris neben Raphael Zuber, Pascal Flammer, Angela Deuber, Christ & Gantenbein, Neil Gillespie und Raumbureau (organisiert von Samuel Penn)[5]
- 2017: Wettbewerb Erweiterung Dom zu Strängnäs

Möbel
- 2001: Tokyo Designers Block
- 2001: Möbel, B&B Italia

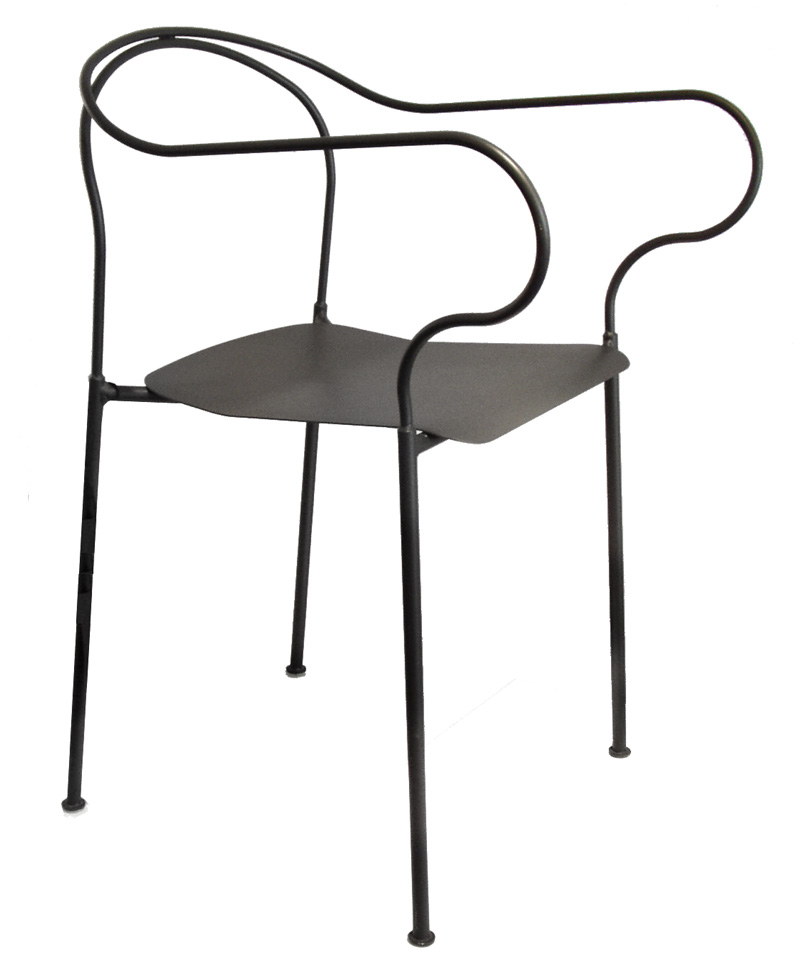
Kyparn-stol

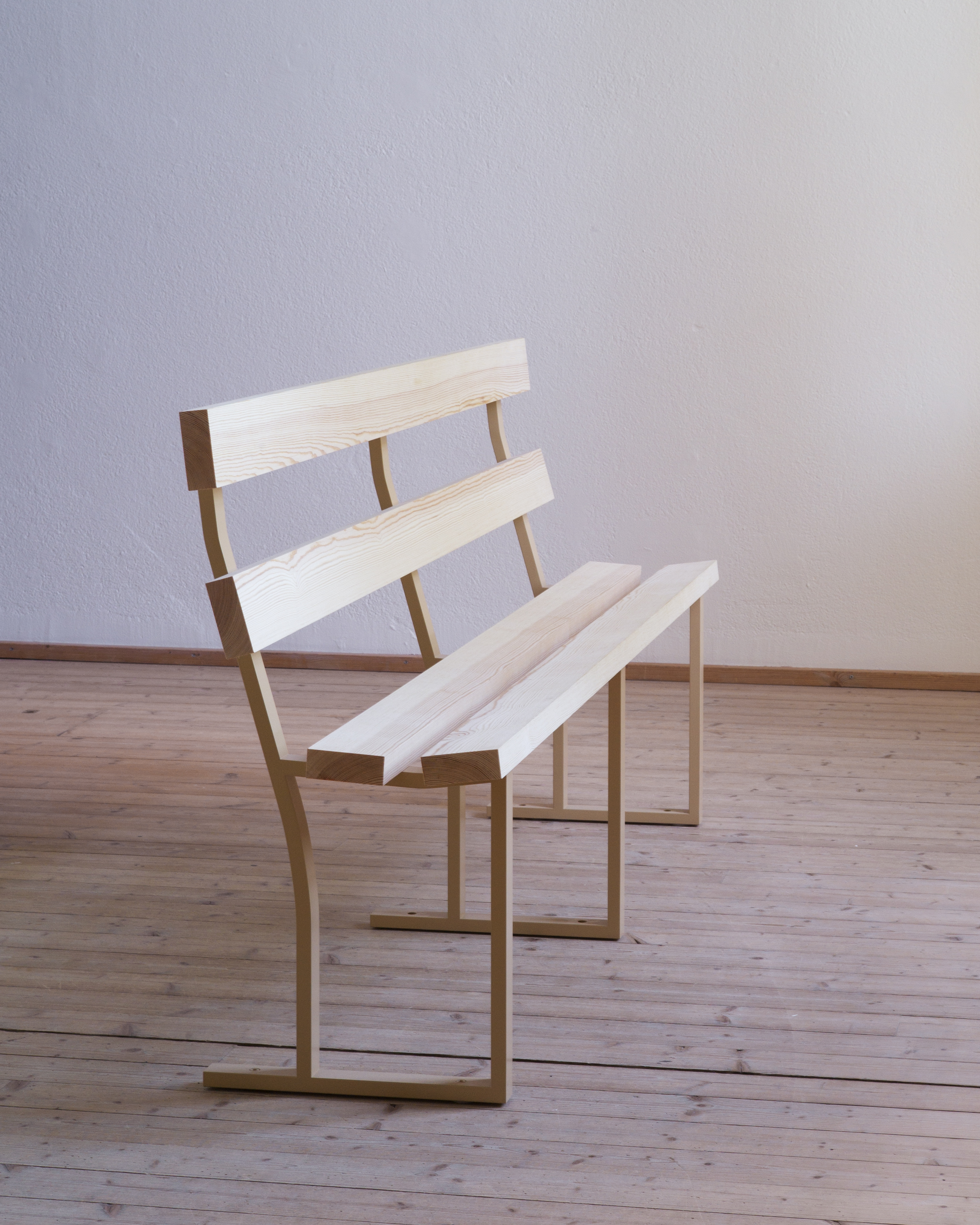
Hela Sveriges Parkbänk

- 1999: Mailand Möbel mit lamp Waves für Box Design
- 1997: Akvarium summerbar, Stockholm
- 1997: Modern H97, Stockholm Fashion Fair
- In progress mit Oscar Leo Kaufmann

## Preise
- 2005: Bruno-Mathsson-Preis als Möbeldesigner[7]
- 2016: Kasper-Salin-Preis für Wohnhaus Studio 1 für HSB, Göteborg

## Ausstellungen
- 2015: Island, Eight Houses for the Isle of Harris, The Lighthouse Glasgow

## Bücher
- a.mag 05 Tham & Videgård | Johannes Norlander | in parise of shadows | PETRA